# KKh 060
KKh 060 è una galassia irregolare del tipo a bassa luminosità superficiale (LSB galaxy) situata in direzione della costellazione del Leone alla distanza di 4,89 milioni di anni luce dalla Terra (1,5 megaparsec).
È la quattordicesima galassia nota più vicina alla nostra Via Lattea ma non appartiene al Gruppo Locale in quanto, pur essendo la più vicina, ne resta al di fuori.